# Bacia de Atlantis
A bacia de Atlantis é uma cratera de impacto erodida no hemisfério sul de Marte, no quadrângulo de Phaethontis, região de Sirenum Terra, centrada a 177º longitude oeste, 35º latitude sul. Ela se formou durante o período noachiano inferior.
A bacia de Atlantis abriga Atlantis Chaos, uma região de terreno caótico. Ela também contém um antigo leito lacustre seco (possivelmente parte do lago Eridania), bem como estruturas que aparentam ser diques e ravinas recém formadas, o que sugere a possibilidade de uma atividade hidrotermal duradoura.